# NGC 31
NGC 31 és una galàxia espiral localitzada en la constel·lació del Fènix. Fou descoberta per l'astrònom John Herschel el 28 d'octubre del 1834.